# Lenivkovití
Lenivkovití (Bucconidae) je čeleď ptáků z řádu šplhavci (Piciformes). Zahrnuje přes 30 druhů v alespoň deseti rodech, přičemž všechny nesou v češtině pojmenování lenivka. Čeleď je příbuzná s čeledí leskovcovití (Galbulidae), společně bývají řazeny do podřádu, případně řádu, leskovci.
Lenikovití jsou ptáci rozšíření ve Střední a Jižní Americe, a sice od vlhkých lesů v jižním Mexiku až po Paraguay a sever Argentiny. Velmi hojní jsou především v Amazonii, kam spadá centrum jejich diverzity, zatímco sušším stanovištím se spíše vyhýbají. Chybějí také na většině přidružených ostrovních stanovišť. Většina lenivek obývá nížinné vlhké lesy a potravu vyhledává ve stromoví, ačkoli z tohoto pohledu existují výjimky. Lenivka diadémová (Hapaloptila castanea), druh lenivky z andské oblasti, žije až do nadmořské výšky asi 2 900 metrů.
Lenivky dosahují velikosti 13 až 29 cm. Tělo je kompaktní, hlava velká a křídla zakulacená. Ocas bývá stupňovitý, anebo hranatý. Zobák je mohutný a zploštělý, z kořene zobáku vyrůstají vlasová pera, která představují hmatový orgán. Konturové peří je značně kypré. Zbarvení není příliš pestré, přesto však barva peří většinou vytváří výrazné vzory. Pohlavní dimorfismus je patrný pouze u několika druhů, a i u nich není příliš vyvinut.
Lenivky jsou samotářští hmyzožravci, jméno jim vyneslo to, že dokáží hodiny sedět na vyvýšených hřadech a pozorovat z nich okolí. Díky této strategii je také obtížné je ve volné přírodě vystopovat. Několik druhů se živí i menšími obratlovci, lenivky z vysokohorských oblastí se přiživují i plody. Lenivky bývají monogamní ptáci, párová teritoria si vydržují po celý rok. Hnízdí ve vyhloubených norách, případně využívají termitiště/mraveniště.

## Seznam žijících rodů[1]
- Bucco Brisson, 1760

- Chelidoptera Gould, 1837
- Hapaloptila P. L. Sclater, 1881
- Hypnelus Cabanis & Heine, 1863
- Malacoptila G. R. Gray, 1841
- Micromonacha P. L. Sclater, 1881
- Monasa Vieillot, 1816
- Nonnula P. L. Sclater, 1854
- Notharchus Cabanis & Heine, 1863
- Nystalus Cabanis & Heine, 1863